# Ічня
І́чня (МФА: [ˈit͡ʃnʲɐ] ( прослухати)) — місто в Україні, Прилуцького району Чернігівської області, на березі річки Іченьки. Населення — 10 390 мешканців (1 січня 2022 року). Адміністративний центр Ічнянської міської громади.

## Назва
Є свідчення, у давньоруські часи тут було невелике поселення, що мало назву Яськове, яке знищили монголо-татари. Місто одержало назву від назви річки Ічень, а назва самої річки трансформувалась у пестливу форму Іченька. Дослідники пов'язують назву річки від татарського «ічень», що значить «водопій», «стоянка для коней».

## Історія
На території Ічні виявлено поселення скіфського часу та черняхівської культури. За переказами, у давньоруські часи тут було невелике поселення Яськове, яке зруйнували монголо-татари.
Перші відомості про Ічню належать до XIV століття. У XIV—XVI століттях вона перебувала у складі Великого князівства Литовського і Речі Посполитої. З 1590 р. Ічнею володів князь Костянтин Вишневецький. У середині XVI століття Ічня одержала статус містечка.
На карті України Боплана 1648 року зазначена як Іченя (Iscenia). Вона розташована у межах Київського воєводства Речі Посполитої на північ від Прилук, на північному березі невеликої річки (Іченьки) і на південь від Усовського лісу.
Під час Хмельниччини місцеве населення підтримало козаків і повстанців.
У 1648—1649 рр. Ічня стала адміністративним центром Ічнянського полку. Після входження останнього до складу Прилуцького полку у 1649 р. вона була перетворена на сотенне містечко. Населення Ічні брало участь в антиурядовому заколоті Пушкаря і Барабаша у 1657—1658 рр.
У 1666 року в Ічні було зведено ратушу. Ймовірно, у той самий час було споруджено Ічнянський замок. Частина жителів міста зрадила український уряд під час війни з Росією 1708—1709 рр., приєднавшись до терористичних загонів Меншикова. Одна ічнянська сотня зберегла вірність Україні, гетьману Івану Мазепі та королю Швеції Карлу ХІІ.
На 1748 рік в Ічні 20 дворів належало князю Н. Саакадзе, 119 дворів — прилуцькому полковникові Григорію Галагану. Містечко мало винокурню, шість водяних млинів і цегельний завод. Частина ічнянців взяла участь у гайдамацькому русі у складі загону Семена Гаркуші, після того як у 1784 році він зупинявся у містечку.
У XVIII ст. в Ічні діяли чотири козацькі школи.
У 1812 році козаки Ічні в складі чернігівського полку билися проти французьких військ на боці Російської імперії.
На початку XIX ст. поміщик Григорій Галаган заснував у містечку суконну мануфактуру, а також цукровий, два винокурних, цегельний і селітровий заводи.
Під час Селянської реформи в Російській імперії 1861 р. — селянські виступи. Того ж року в Ічні розміщувався волосний центр Борзнянського повіту.
У 1894 р. в містечку побудували залізницю по лінії «Крути — Ічня — Прилуки».
У 1897 р. в Ічні існувало чотири муровані церкви — Воскресенська (1806—1810), Преображенська (1811), Успенська (1889) і Миколаївська (1879). У 1908 році засновано Ічнянське вище початкове училище. У містечку діяли поштове відділення, лікарня, земська і міністерська школи та бібліотека.

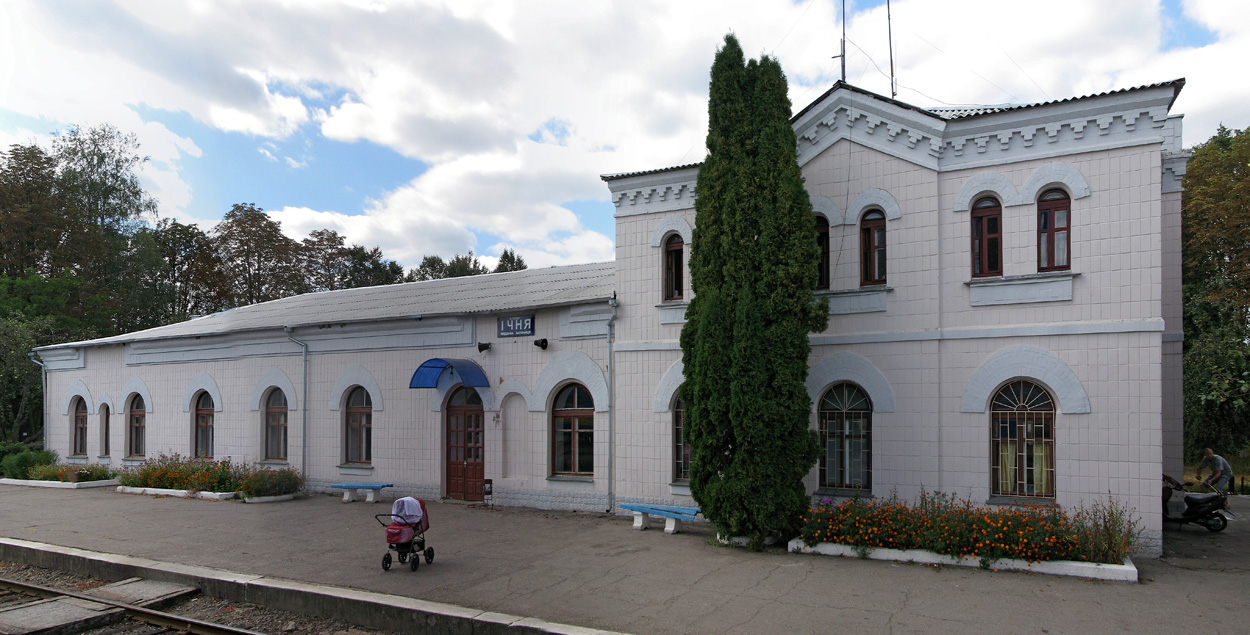
Вокзал станції Ічня

У 1870-х рр. Ічня була місцем діяльності народників. У 1905 році тут відбулися селянські заворушення.
У 1922 році Ічня була центром українських повстанців де діяло «Патріотичне кубло» — організація, що боролась за відновлення незалежності України проти радянської окупаційної влади.
У 1924 р. в Ічні діяло 6 державних, 19 кооперативних, 57 приватних підприємств.
Під час організованого радянською владою Голодомору 1932—1933 років померло щонайменше 88 жителів міста.
У 1940 р. в Ічні організовано виставку творів народних майстрів художньої кераміки, різьблення по дереву.
У 1957 р. Ічні надано статус міста.

### Пожежа на складі боєприпасів
9 жовтня 2018 розпочалася пожежа на складі боєприпасів у Дружбі. 24 жовтня 2018 року пожежу було ліквідовано. На час ліквідації наслідків пожежі з Ічні було евакуйовано 163 хворих до лікувальних закладів смт Парафіївка, решту населення було евакуйовано із міста. Було відключено газопостачання. Евакуйоване населення розмістили в Ічнянському, Ніжинському, Бахмацькому та Прилуцькому районах.

## Населення

### Чисельність
| 1787     | 1859     | 1910     | 1926     | 1939     |
| -------- | -------- | -------- | -------- | -------- |
| 7267     | ▼ 6 084  | ▲ 9 663  | ▲ 11 995 | ▲ 14 338 |
| 1959     | 1970     | 1979     | 1989     | 2001     |
| ▼ 13 131 | ▲ 13 509 | ▲ 13 765 | ▼ 13 632 | ▼ 12 780 |
| 2003     | 2004     | 2005     | 2006     | 2007     |
| ▼ 12 558 | ▼ 12 439 | ▼ 12 312 | ▼ 12 195 | ▼ 12 084 |
| 2008     | 2009     | 2010     | 2011     | 2012     |
| ▼ 11 979 | ▼ 11 904 | ▼ 11 843 | ▼ 11 781 | ▼ 11 706 |
| 2013     | 2014     | 2015     | 2016     | 2017     |
| ▼ 11 587 | ▼ 11 454 | ▼ 11 357 | ▼ 11 224 | ▼ 11 132 |
| 2018     | 2019     | 2020     | 2021     | 2022     |
| ▼ 11 042 | ▼ 10 857 | ▼ 10 709 | ▼ 10 585 | ▼ 10 390 |

### Національний склад
Національний склад населення за даними перепису 2001 року:
| Національність  | Відсоток |
| --------------- | -------- |
| українці        | 96,66%   |
| росіяни         | 2,94%    |
| білоруси        | 0,19%    |
| інші/не вказали | 0,21%    |

### Мовний склад
Рідна мова населення за даними перепису 2001 року:
| Мова            | Чисельність, осіб | Відсоток |
| --------------- | ----------------- | -------- |
| Українська      | 12 282            | 97,39%   |
| Російська       | 313               | 2,48%    |
| Білоруська      | 11                | 0,09%    |
| Вірменська      | 1                 | 0,01%    |
| Інші/Не вказали | 4                 | 0,03%    |
| Разом           | 12 611            | 100%     |

## Економіка

Молочно-консервний комбінат

У місті діють заводи: тарний, комбікормовий, консервний, сухого молока та масла, молочно-консервний комбінат. В Ічні розташована також філія прилуцької фабрики художніх виробів.
1 жовтня 2016 року компанія «Сідко Україна» в Ічні відкрила першу чергу заводу з переробки соняшнику та інших сільгоспкультур. Потужність заводу — 80 тонн на добу при роботі у дві зміни. «Сідко Україна» — спільне підприємство українських та естонських інвесторів. Партнерами заводу є понад 50 фірм із країн Євросоюзу та Японії. Регіони поставок постійно розширюються.

## Освіта
Дошкільна освіта в Ічні — це 4 дитячих ясел-садків (№№ 1—3 і 5)
Система загальноосвітніх навчальних закладів міста включає 4 одиниці:
- Ічнянська гімназія імені Степана Васильченка (вул. Б. Хмельницького, 6)
- Ічнянська ЗОШ I—III ступенів № 1 (вул. Бунівка, 5)
- Ічнянська ЗОШ I—III ступенів № 3 (вул. Героїв Крут, 2)
- Ічнянська ЗОШ I—III ступенів № 4 (вул. Травнева, 45)

Ічнянські позашкільні навчальні заклади — Ічнянська станція юних техніків (вул. Героїв Майдану, 11) і МНВК (вул. Радянська, 1-а).
В Ічні функціонує один професійно-технічний навчальний заклад — ДПТНЗ «Ічнянський професійний аграрний ліцей» (№ 37; вул. Травнева, 2).

## Культура
У місті знаходиться Ічнянський історико-краєзнавчий музей, Музей художника Миколи Ге (жив на хуторі поблизу сучасного с. Івангорода Ічнянського р-ну), станція захисту рослин. У Гімназії ім. С. Васильченка засновано громадський музей українознавства, яким опікується Тетяна Чумак. З початку 60-х рр. XX ст. функціонує школа мистецтв (колишня музична), розташована в центрі міста в приміщенні колишнього райкому партії.
З ініціативи громадськості (в обхід тодішніх порядків, коли на все вимагалися дозволи «згори») у місті встановлено пам'ятники відомим митцям-землякам І. Мартосу, С. Васильченку, В. Чумаку, А. Дрофаню. 2009 р. в центрі Ічні встановлено пам'ятник Т. Шевченку, який відвідував місто в поїздках до Іржавця та Качанівки.
Тривалий час в Ічні працює об'єднання літераторів «Криниця» (засновник і керівник Станіслав Маринчик), до складу якого входять понад 50 осіб, зокрема члени Національної спілки письменників України. Криничани видали кілька десятків авторських книг. Об єднання видає альманах «Ічнянська криниця».
Творчий потенціал ічнянців реалізовується також у виданні вільної преси. З перших років проголошення незалежності України була популярною і впливовою на процеси в місті й районі газета «Ічнянщина» (редактори Віктор Гаврись, згодом Валентина Карпенко), пізніше почали видаватися «Наша газета» (редактор Віра Салата), «Ічнянська панорама». Літературне об'єднання має часопис «Ічнянська криниця». У місті є також власне видавництво «Формат», яким керує Віктор Власко. Кілька років видається також літературний альманах «Джерельна Іченька» (редактор Тетяна Чумак), довкола якого також гуртуються митці. Створено історико-культурне товариство «Ічнянщина» (керівник Микола Терещенко).
На вшанування відомих земляків місцева влада спільно з громадськістю заснувала творчі премії ім. С. Васильченка (художня проза), В. Чумака (поезія), В. Плюща (журналістика), які щороку присуджуються за найкращі твори. Громадський діяч Віталій Шевченко заснував і опікується фондом, який щороку проводить конкурси поміж обдарованих дітей Ічнянщини (твори переможців друкуються) та видає серію книг з історії Ічнянського краю. Фонд В. Шевченка вручає щорічні премії — «Родина. Ічнянщина. Україна» (літературно-мистецька творчість школярів), ім. О. Стороженка (твори гумору і сатири), «Оживає минувшина» (історія сіл, кутків, вулиць).
Пам'ятки архітектури: Спасо-Преображенська церква, Воскресенська церква (у якій 1660 р. було проголошено гетьманом Лівобережної України Якима Сомка), дзвіниця Свято-Миколаївської церкви (саму церкву, яка пов'язана з ім'ям І. Мазепи і яку розписували В. Боровиковський, М. Ге, В. Васнецов, у роки радянської влади зруйнували комуністи), будинок підприємця І. Маслова (нині приміщення міліції), комплекс старих будинків у центрі міста, т. зв. «Місток» (нині вулиця Героїв Майдану).

## Видатні люди
В Ічні народилися:
- Кириченко Микола Федорович (1940—2008) український кібернетик та педагог, доктор фізико-математичних наук, професор, лауреат Державної премії України в галузі науки і техніки.
- Маслов Сергій Іванович (1880—1857) — український літературознавець, книгознавець, історик літератури і педагог.
- Маслов Василь Іванович (1884—1859) — український літературознавець, історик літератури, етнограф.
- Васильченко Степан Васильович (1879—1932) — український письменник і педагог.
- Петраускас Сергій Сігітасович (1977—2021) — старший солдат Збройних сил України, учасник російсько-української війни.
- Половко Іван Кирилович (20 липня 1887 року — 24 квітня 1967 року) — український метеоролог, кліматолог, геофізик, кандидат фізико-математичних наук, професор Київського національного університету імені Тараса Шевченка.

- Дрофань Анатолій Павлович (1919—1988) — український письменник.
- Швидченко Василь Пилипович (1911—2000) — український живописець і скульптор, член Спілки художників України.
- Чумак Василь Григорович (1901—1919) — український поет, публіцист, революційний, громадський і культурний діяч.
- Шевченко Віталій Федорович (нар. 1954) — журналіст, письменник, політик, громадський діяч.
- Семенець Сергій Володимирович (нар. 1960) — сучасний український політик, партійний та громадський діяч.
- Титаренко Сергій Григорович (1889—?) — видавець і журналіст.
- Коваль Григорій Павлович (1921—1997) — український поет.

- Маринич Петро Іванович (16 січня 1899 року — 22 листопада 1921 року) — козак 1-го куреня 1-ї бригади 4-ї Київської дивізії Армії УНР. Герой Другого зимового походу.
- Маринчик Станіслав Гаврилович (1937, м. Ічня) — український письменник, режисер і кіносценарист.
- Мартос Іван Петрович (1754—1835) — видатний український скульптор, автор численних монументально-декоративних творів в Україні та Росії, зокрема: надгробків К. Розумовського в Батурині (1803—1805), П. Рум'янцева в Києві (1797—1805), Павла І у Павловську (1807); пам'ятників К. Мініну і Д. Пожарському в Москві (1804—1818), А. Рішельє в Одесі (1823—1828), М. Ломоносову в Архангельську (1826—1829), Г. Потьомкіну в Херсоні (1829—1835) та ін.
- Негода Олексій Гнатович (1909—1975) — Герой Радянського Союзу.
- Кмета Архип Йосипович (1891—1978) — військовий і громадський діяч, офіцер Армії УНР, один із засновників Українського військового союзу, Товариства колишніх вояків Армії УНР[33].
- Гузь Олександр Миколайович (нар. 1939) — український вчений у галузі механіки, дійсний член НАН України, лауреат Державних премій СРСР і Української РСР, директор інституту механіки НАН України.
- Соня Грін (1883—1972) — американська письменниця і видавець. Дружина американського письменника Говарда Філліпса Лавкрафта.
- Голець Володимир Полікарпович (27 вересня 1935 року) — член Національної спілки журналістів, поет (збірка «На крилах віри»).
- Яценко Станіслав Сергійович (22 грудня 1936 року, м. Ічня, Чернігівської обл. — 8 травня 2014 року, м. Київ) — український науковець-криміналіст, фахівець із порівняльного кримінального права, доктор юридичних наук, професор, член-кореспондент Національної академії правових наук України. Суддя Конституційного суду України у відставці. Заслужений юрист України.

## Міста-побратими
Ічня має 3 міста-побратима:
- Авранш, Франція[34]
- Пломер, Франція
- Грефесмюлен, Німеччина

## Галерея

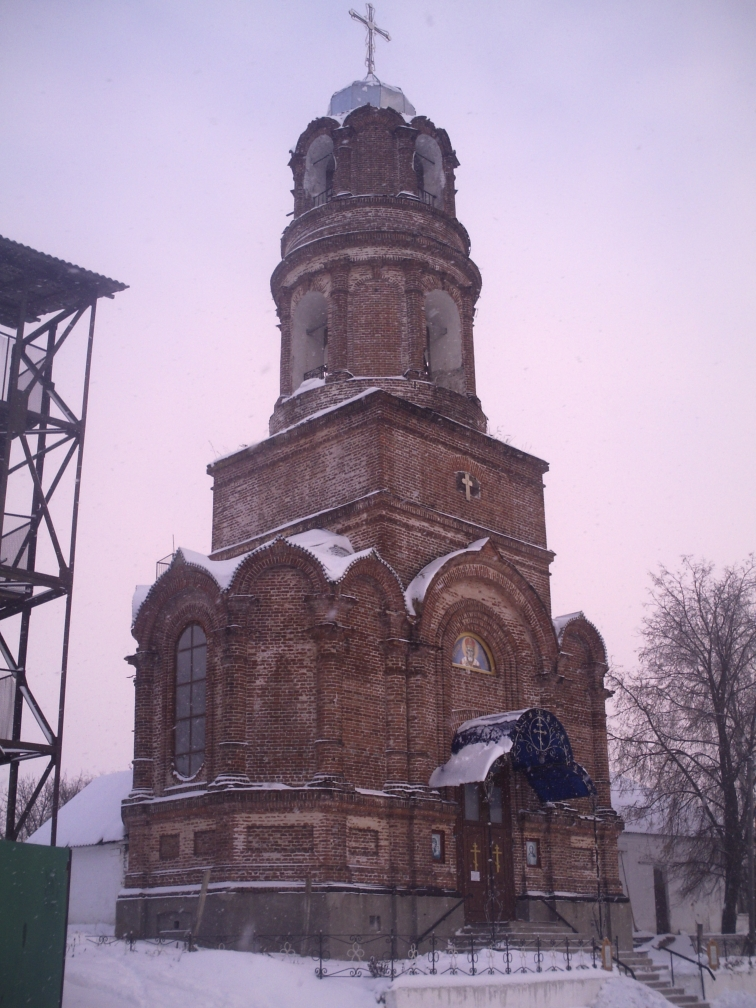
Храм Святого Миколая
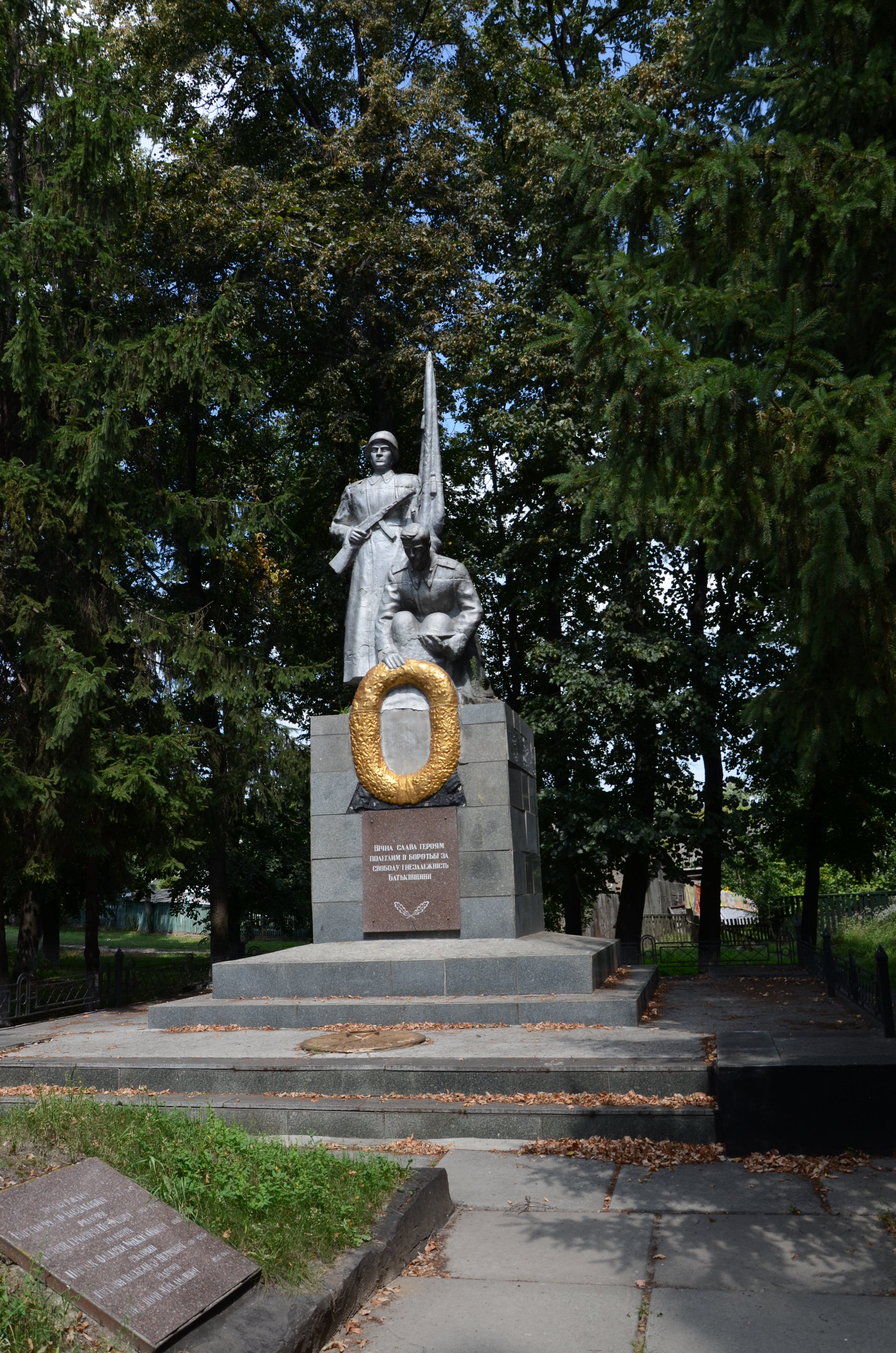
Братська могила 53 радянських воїнів
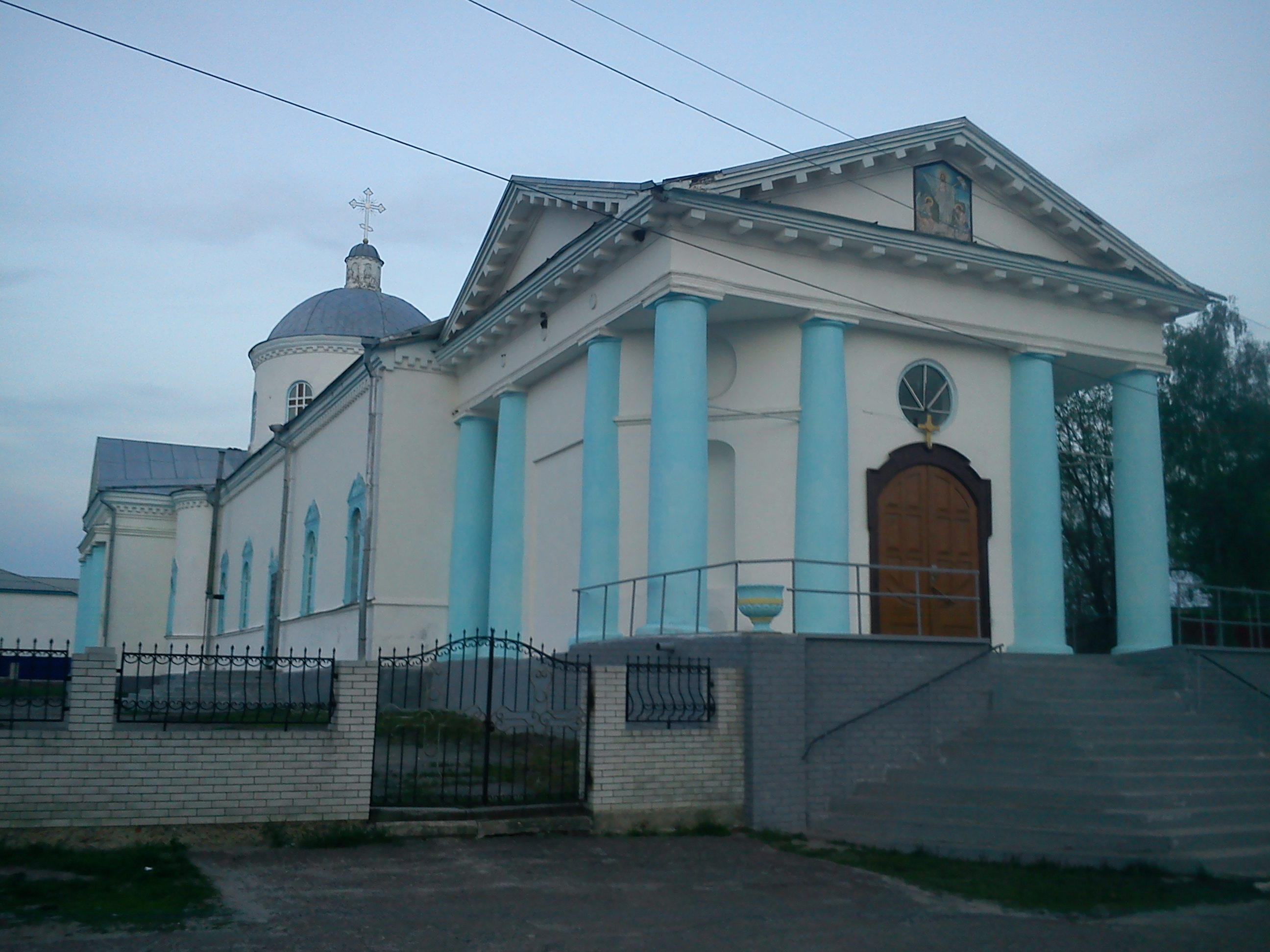
Воскресенська церква
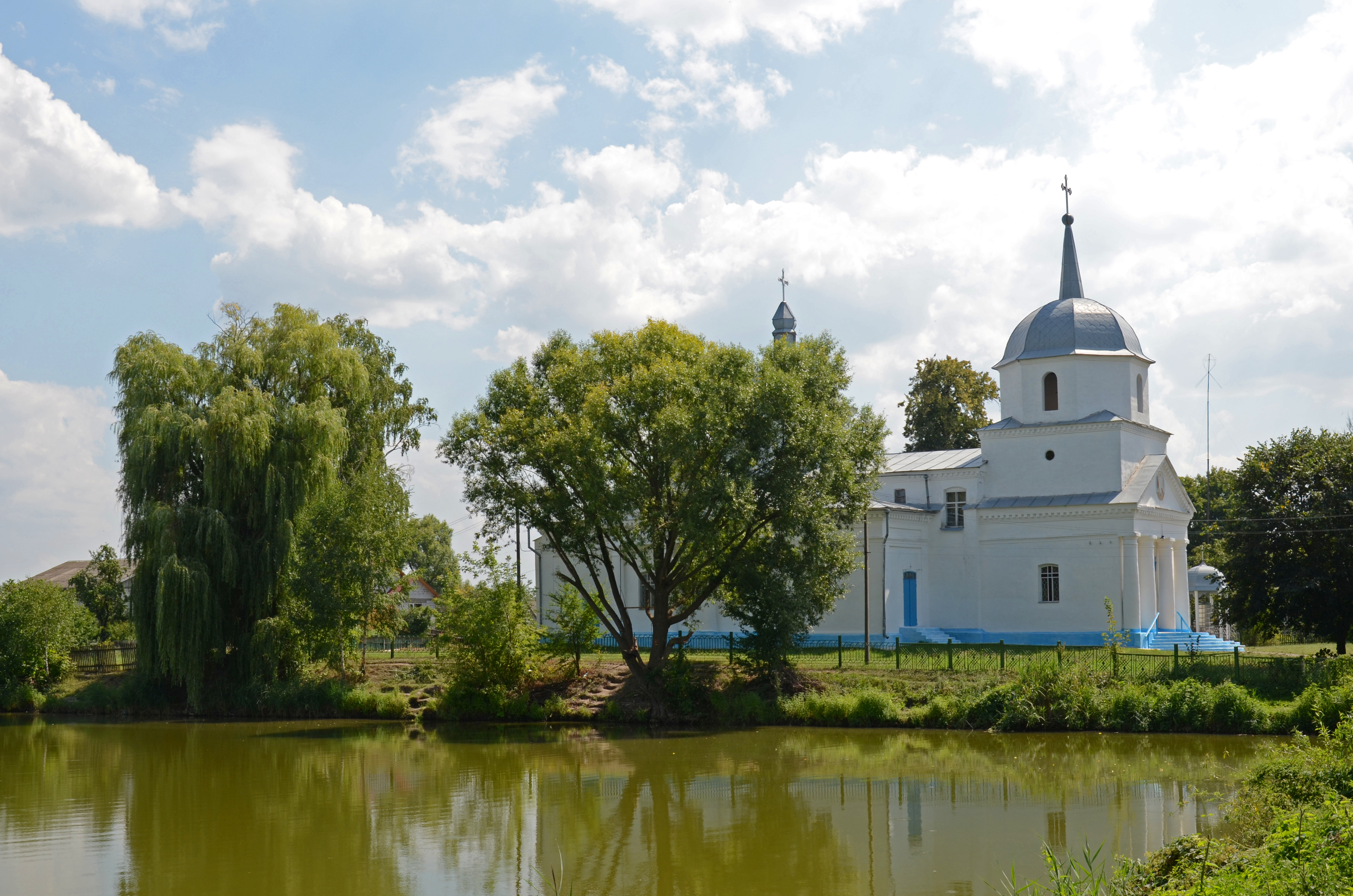
Спасо-Преображенська церква
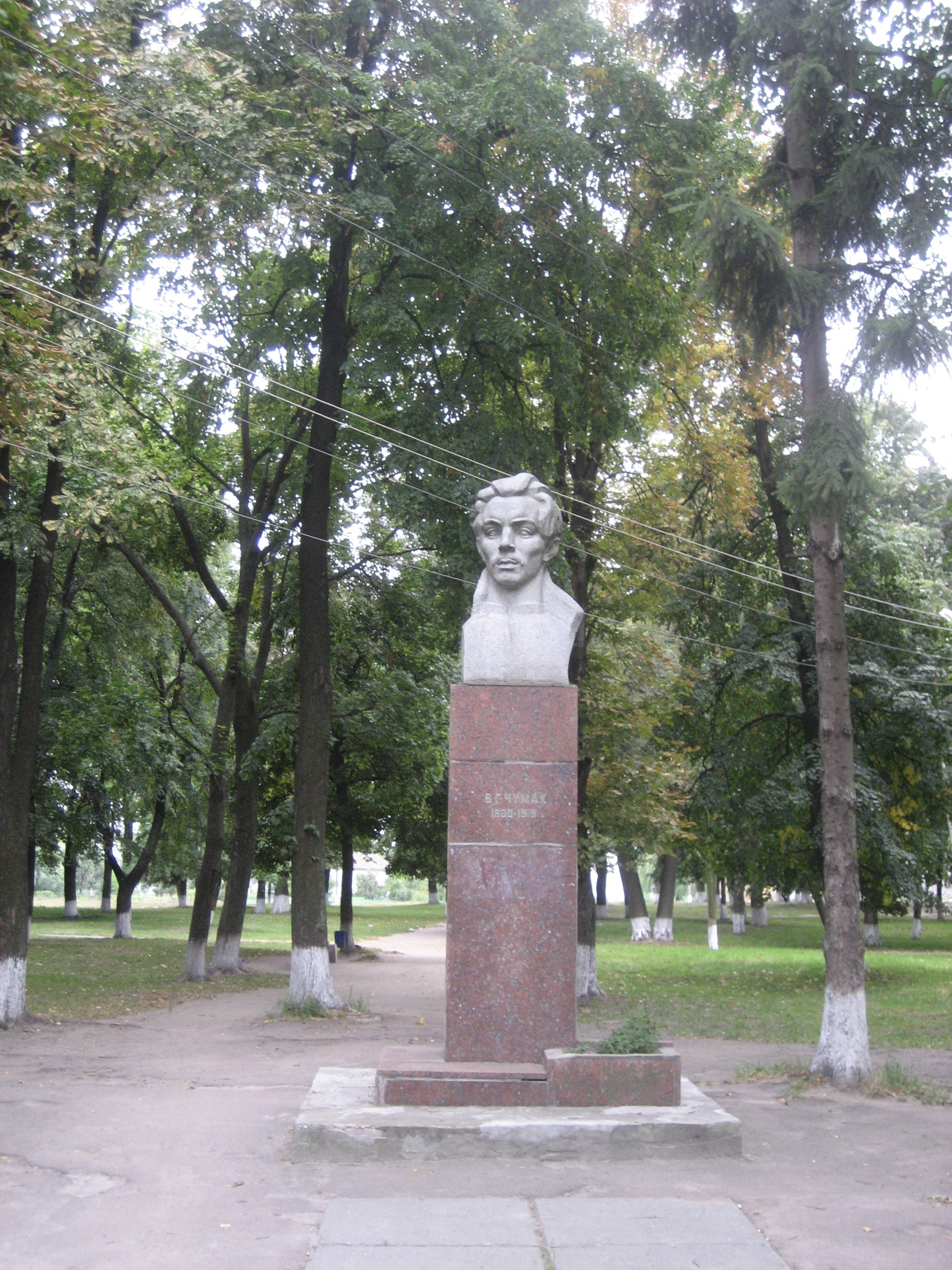
Пам'ятник-погруддя В. Г. Чумаку
Пам'ятник І. П. Мартосу
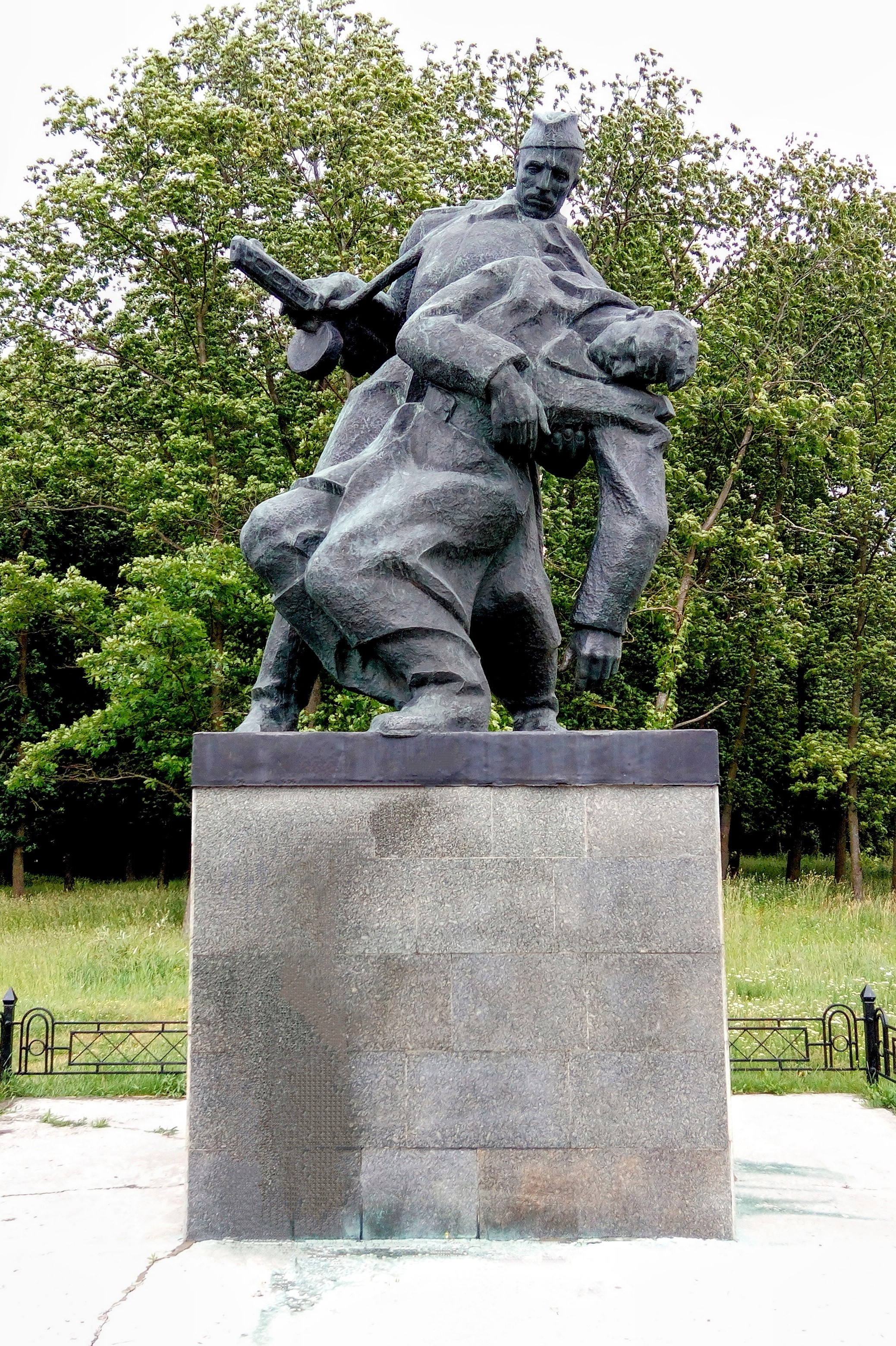
Військовий меморіал